# Partisan (militär)
För andra betydelser, se Partisan.
En partisan är en person som genom gerillakrigföring och olika typer av sabotage bekämpar en fiende, ofta en ockupationsarmé. Under andra världskriget blev framför allt de sovjetiska och jugoslaviska partisanerna berömda.

## Rättslig ställning

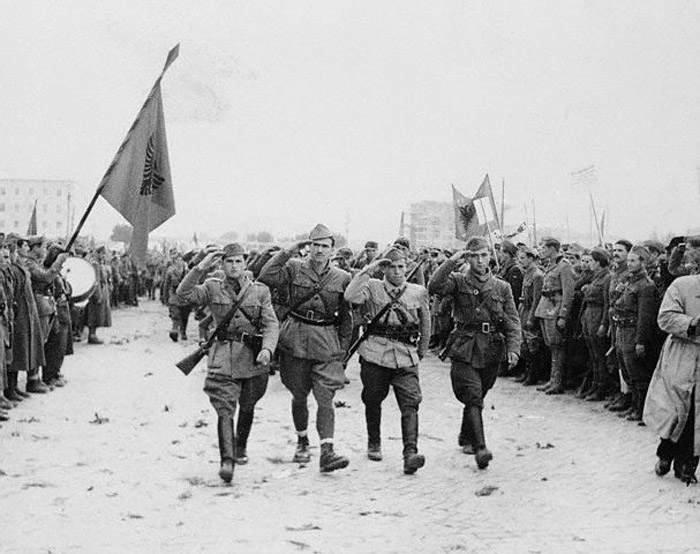
Albanska partisaner i Tirana efter att ha befriat staden från tysk ockupation, 1944.

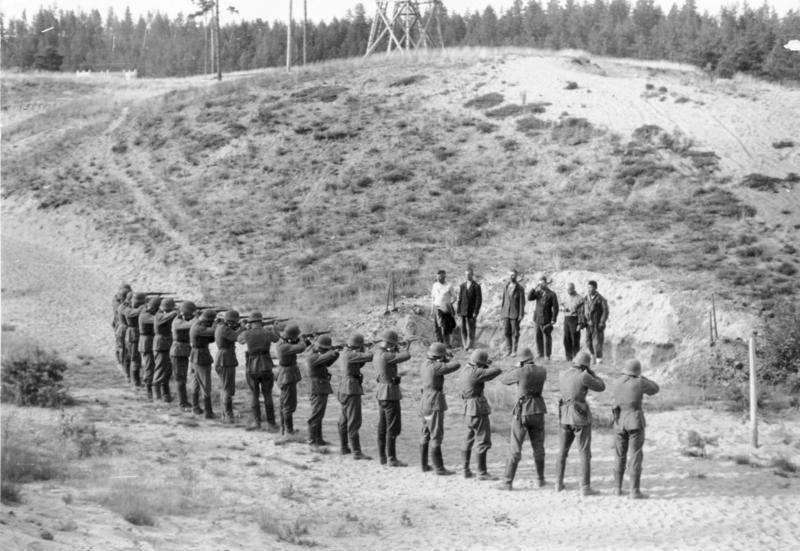
Sovjetiska partisaner avrättas av en tysk exekutionspluton, 1941.

Vid den så kallade gisslanrättegången mot bland andra Wilhelm List i Nürnberg fann domstolen att partisanerna på Balkan inte åtnjöt skydd som kombattanter under 1899 och 1907 års Haagkonventioner. I domstolens utslag sades: We are obliged to hold that such guerrillas were francs tireurs who, upon capture, could be subjected to the death penalty. Consequently, no criminal responsibility attaches to the defendant List because of the execution of captured partisans.... (Dvs. "Vi är tvungna att dra slutsatsen att sådana gerillakrigare var franktirörer, som vid tillfångatagande kunde bli föremål för dödsstraff. Följaktligen kan inget straffrättsligt ansvar utkrävas av svaranden List på grund av avrättningen av tillfångatagna partisaner.")

## Historik
Den franska benämningen "partisan" är härledd från latinet och återfinns första gången på 1600-talet som beskrivning av ledaren för ett band krigare. En av de första handböckerna för partisankrigföring var The Partisan, or the Art of Making War in Detachment..., publicerad i London år 1760 av Mihály Lajos Jeney, en ungersk officer som tjänstgjorde i den preussiska armén som kartograf under sjuårskriget 1756–1763. Johann von Ewald beskrev också tekniker för partisankrig i sin Abhandlung über den kleinen Krieg (1789). Tsarryssland använde sig också av partisaner under första världskriget (se till exempel Stanisław Bułak-Bałachowicz).